# Marie-Catherine Riollet
Marie-Catherine Riollet, née le 14 août 1755 à Paris, où elle est morte en 1788, est une graveuse française.

## Biographie

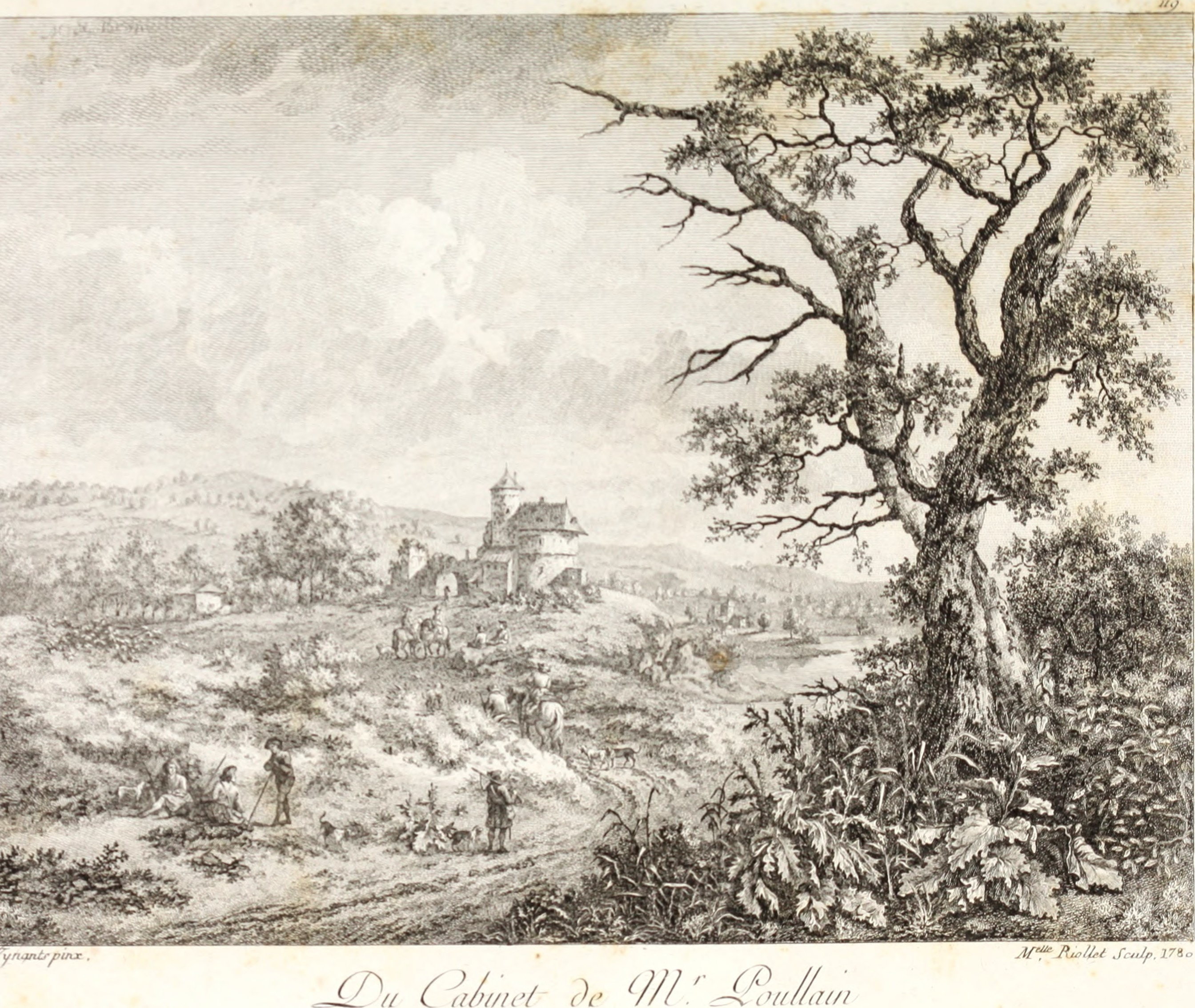
Paysage avec personnages de Lingelbach, gravure d'après Jan Wijnants (1780).

Née rue Zacharie à Paris, fille d'un maître-tailleur, Marie-Catherine Riollet est graveuse à l'eau-forte et au burin. Son frère est Joseph Riollet, orfèvre rue Saint-Louis. Elle signe ses travaux « Mlle Riollet »,. Elle fournit des planches pour des catalogues de particuliers, comme par exemple le Cabinet de M. Poullain (1780-1781), interprétant des tableaux de maîtres anciens (Jean Raoux, David Teniers, Jan Wijnants). Elle a travaillé sous la direction de François-Denis Née d'après des dessins de J. Daubigny pour les Voyages pittoresques de la France (vers 1779-1780). Elle exécute le frontispice et les vignettes du recueil poétique d'Alix et de Mlle Dormoy, Les quatre âges de l'homme (Moutard, 1784) d'après Gois.
Elle épouse en troisièmes noces le graveur Jacques Firmin Beauvarlet le 9 juillet 1787 mais elle meurt l'année suivante.